# Мария Комнина (Порфирородная)
Мария Комнина Порфирородная (греч. Μαρία Κομνηνή η Πορφυρογέννητη; 1152 — июль 1182) — византийская принцесса, дочь Мануила I Комнина.
Родилась, вероятно, в марте 1152, и была единственным выжившим ребенком первой жены императора Ирины (Берты Зульцбахской). При рождении получила титул севасты.
В 1163 была помолвлена с венгерским принцем Белой, отданным на воспитание Мануилу, сменившим имя на Алексей и получившим недавно созданный титул деспота. Так как вторая жена Мануила Мария Антиохийская за пять лет брака так и на смогла родить, в 1165/1166 Бела и Мария были официально объявлены наследниками престола. Византийскую знать обязали принести им присягу, что вызвало у вельмож недовольство. Андроник Комнин единственный осмелился прямо высказаться против решения императора, приведя два разумных аргумента: во-первых, императрица еще могла родить сына, во-вторых, для аристократии было оскорбительным провозглашение наследником иностранца. 
Император также не считал решение окончательным, поскольку уже в 1166 пытался предложить руку Марии Сицилийскому королю Вильгельму II Доброму. Рождение в 1169 у императорской четы сына Алексея похоронило проект венгерского брака. Белу лишили титула деспота, ок. 1170 Мануил помолвил с ним единоутробную сестру императрицы Агнесу де Шатильон и назначил кесарем. 
В последующие годы император пытался использовать Марию в различных политических комбинациях. Кандидатами в женихи были Вильгельм II Добрый, один из сыновей Генриха II Английского (вероятно, Иоанн Безземельный) и Генрих, сын Фридриха Барбароссы. В итоге, в марте 1180 был заключен далеко не блестящий брак с Ренье Монферратским, младшим сыном Вильгельма V Старого, маркграфа Монферрата, представителем семьи Алерамидов, имевших большое влияние в Северной Италии и на латинском востоке. Мануил надеялся таким образом приобрести союзников против Фридриха Барбароссы, у которого после заключения в 1177 венецианского мира с папой Александром III были развязаны руки для враждебных действий против Византии. Свадьба была отпразднована одновременно с бракосочетанием наследника Алексея с Агнесой Французской. 
Муж Марии вполне натурализовался, стал именоваться кесарем Иоанном, и вместе с женой был одним из лидеров национальной партии, противостоявшей латинскому влиянию. Находясь в оппозиции регентству Марии Антиохийской и Алексея Комнина, супруги возглавили Константинопольское восстание 1181 и активно содействовали передаче регентства Андронику Комнину. Несмотря на то, что Мария была одним из главных сторонников нового режима, она и Ренье оказались в числе первых жертв террора, с помощью которого Андроник рассчитывал укрепить свою власть. Подкупленный им евнух отравил Марию и Ренье медленным ядом.